# Мінерос де Гуаяна
Футбольний клуб «Мінерос де Гуаяна» (ісп. Asociación Civil Club Deportivo Mineros de Guayana) — професійний венесуельський футбольний клуб з міста Пуерто-Ордас.

## Історія
Поле під назвою «Колехіо Лойола Гумілья», розташоване у венесуельському місті Пуерто-Ордас, використовувалося для футбольних матчів. Люди, які грали у футбол на полі, вирішили заснувати футбольний клуб. 11 листопада 1981 року клуб був заснований як «Клуб Депортіво Мінерос де Гуаяна». 20 листопада 1981 року було підписано установчий акт клубу.
3 січня 1982 року клуб зіграв свій перший матч проти «Вілла Колумбія», аматорського клубу з міста «Сьюдад-Гуаяна». «Мінерос» переміг з рахунком 2-0, обидва голи в матчі забив Хосе Пачеко.
5 вересня 1982 року клуб виграв венесуельський другий дивізіон, та наступного року клуб грав у Прімері. У 1989 році клуб уперше виграв Прімера Дивізіон Венесуели.

## Емблема та кольори
Логотип клубу складається з геометричної фігури, яка є вуглецевим алмазним кристалом, збільшеним у мільйони разів за допомогою мікроскопа. Кольорами клубу є синій і чорний.

## Стадіон
Клуб «Мінерос де Гуаяна» проводить свої домашні матчі на стадіоні «Полідепортіво Качамай», максимальна місткість якого становить 41600 глядачів. Він був одним із 9 місць проведення Кубка Америки 2007 року, для цього на розширення стадіону було інвестовано 160 тисяч долар США. Стадіон має багатофункціональне призначення, зокрема спеціальну дитячу зону, критий тренажерний зал, баскетбольні та волейбольні майданчики, гоночну трасу, 10 кабінок медіа-станцій, комерційний центр, кінотеатри та 3 великі автостоянки. Стадіон оточений річкою Кароні та водоспадом Качамай-Парк.

## Титули і досягнення
- Чемпіон Венесуели (1): 1989
- Володар Кубка Венесуели (3): 1984, 2011, 2017

## Відомі футболісти
- Франсіско Карабалі